# Tristria marginicosta
Tristria marginicosta är en insektsart som beskrevs av Karsch 1896. Tristria marginicosta ingår i släktet Tristria och familjen gräshoppor. Inga underarter finns listade i Catalogue of Life.